# Peter Lim
Peter Lim Eng Hock (xinès tradicional: 林榮福, pinyin: Lín Róngfú, Peh-oe-ji: Lîm Êng-hok; Singapur, 1953) és un empresari i inversionista singapurés. En 2010 la revista Forbes el situava com la huitena persona més rica d'eixe país, i la 655 de tot el món. A mitjans de la dècada de 2010 es calculava la seua fortuna en 2400 milions de dòlars.
Propietari de l'empresa Meriton Holdings Limited, és el màxim accionista del València CF amb un 70,4% de les accions del club.

## Biografia
Fill d'un venedor de peix, va estudiar al Raffles Institution i es va llicenciar en comptabilitat a l'University of Western Australia. Durant la seua etapa com estudiant va destacar per la seua timidesa i va treballar com a taxista, cuiner i cambrer.
Va treballar com agent de borsa amb gran èxit. En 1996 va invertir 10 milions de dòlars en l'empresa Wilmar International, especialista en el mercat de l'oli de palma, obtenint més de 600 milions de beneficis. Posteriorment va invertir en l'empresa de moda FJ Benjamin i en Thomson Medical Centre Limited, També té inversions en "Vantage Bay", un complex immobiliari de luxe ubicat en la costa de Singapur i valorada en més de 3000 milions de dòlars, sent gestionada per la seua empresa Rowsley.